# 1981년 오리콘 1위 싱글 목록
일본에서 한 주간 가장 많이 팔린 싱글은 오리콘 주간 차트에 실리며, 이 차트는 오리콘이 발행하는 잡지 《오리스타》에 개제된다. 판매량은 한 주 동안의 각 싱글의 판매량을 기준으로 오리콘이 종합한다.

## 차트 기록
| 발행일    | 싱글                         | 가수              | 참고                                     |
| --------- | ---------------------------- | ----------------- | ---------------------------------------- |
| 1월 5일   | 「スニーカーぶる〜す」       | 콘도 마사히코     |                                          |
| 1월 12일  | (미발표)                     | (미발표)          |                                          |
| 1월 19일  | 「スニーカーぶる〜す」       | 콘도 마사히코     |                                          |
| 1월 26일  | 「恋＝Do!」                  | 타하라 토시히코   | 2주 연속                                 |
| 2월 2일   | 「恋＝Do!」                  | 타하라 토시히코   | 2주 연속                                 |
| 2월 9일   | 「チェリーブラッサム」       | 마츠다 세이코     | 4주 연속, 1981년 2월 1위                 |
| 2월 16일  | 「チェリーブラッサム」       | 마츠다 세이코     | 4주 연속, 1981년 2월 1위                 |
| 2월 23일  | 「チェリーブラッサム」       | 마츠다 세이코     | 4주 연속, 1981년 2월 1위                 |
| 3월 2일   | 「チェリーブラッサム」       | 마츠다 세이코     | 4주 연속, 1981년 2월 1위                 |
| 3월 9일   | 「街角トワイライト」         | 샤네루즈          | 3주 연속, 1981년 3월 1위                 |
| 3월 16일  | 「街角トワイライト」         | 샤네루즈          | 3주 연속, 1981년 3월 1위                 |
| 3월 23일  | 「街角トワイライト」         | 샤네루즈          | 3주 연속, 1981년 3월 1위                 |
| 3월 30일  | 「ルビーの指環」             | 테라오 아키라     | 10주 연속, 1981년 1위 1981년 4월·5월 1위 |
| 4월 6일   | 「ルビーの指環」             | 테라오 아키라     | 10주 연속, 1981년 1위 1981년 4월·5월 1위 |
| 4월 13일  | 「ルビーの指環」             | 테라오 아키라     | 10주 연속, 1981년 1위 1981년 4월·5월 1위 |
| 4월 20일  | 「ルビーの指環」             | 테라오 아키라     | 10주 연속, 1981년 1위 1981년 4월·5월 1위 |
| 4월 27일  | 「ルビーの指環」             | 테라오 아키라     | 10주 연속, 1981년 1위 1981년 4월·5월 1위 |
| 5월 4일   | 「ルビーの指環」             | 테라오 아키라     | 10주 연속, 1981년 1위 1981년 4월·5월 1위 |
| 5월 11일  | 「ルビーの指環」             | 테라오 아키라     | 10주 연속, 1981년 1위 1981년 4월·5월 1위 |
| 5월 18일  | 「ルビーの指環」             | 테라오 아키라     | 10주 연속, 1981년 1위 1981년 4월·5월 1위 |
| 5월 25일  | 「ルビーの指環」             | 테라오 아키라     | 10주 연속, 1981년 1위 1981년 4월·5월 1위 |
| 6월 1일   | 「ルビーの指環」             | 테라오 아키라     | 10주 연속, 1981년 1위 1981년 4월·5월 1위 |
| 6월 8일   | 「夏の扉」                   | 마츠다 세이코     | 2주 연속, 1981년 6월 1위                 |
| 6월 15일  | 「夏の扉」                   | 마츠다 세이코     | 2주 연속, 1981년 6월 1위                 |
| 6월 22일  | 「ブルージーンズメモリー」   | 콘도 마사히코     | 3주 연속                                 |
| 6월 29일  | 「ブルージーンズメモリー」   | 콘도 마사히코     | 3주 연속                                 |
| 7월 6일   | 「ブルージーンズメモリー」   | 콘도 마사히코     | 3주 연속                                 |
| 7월 13일  | 「長い夜」                   | 마츠야마 치하루   | 3주 연속, 1981년 7월 1위                 |
| 7월 20일  | 「長い夜」                   | 마츠야마 치하루   | 3주 연속, 1981년 7월 1위                 |
| 7월 27일  | 「長い夜」                   | 마츠야마 치하루   | 3주 연속, 1981년 7월 1위                 |
| 8월 3일   | 「白いパラソル」             | 마츠다 세이코     | 3주 연속, 1981년 8월 1위                 |
| 8월 10일  | 「白いパラソル」             | 마츠다 세이코     | 3주 연속, 1981년 8월 1위                 |
| 8월 17일  | 「白いパラソル」             | 마츠다 세이코     | 3주 연속, 1981년 8월 1위                 |
| 8월 24일  | 「ハイスクールララバイ」     | 이모킨 트리오     | 7주 연속, 1981년 9월 1위                 |
| 8월 31일  | 「ハイスクールララバイ」     | 이모킨 트리오     | 7주 연속, 1981년 9월 1위                 |
| 9월 7일   | 「ハイスクールララバイ」     | 이모킨 트리오     | 7주 연속, 1981년 9월 1위                 |
| 9월 14일  | 「ハイスクールララバイ」     | 이모킨 트리오     | 7주 연속, 1981년 9월 1위                 |
| 9월 21일  | 「ハイスクールララバイ」     | 이모킨 트리오     | 7주 연속, 1981년 9월 1위                 |
| 9월 28일  | 「ハイスクールララバイ」     | 이모킨 트리오     | 7주 연속, 1981년 9월 1위                 |
| 10월 5일  | 「ハイスクールララバイ」     | 이모킨 트리오     | 7주 연속, 1981년 9월 1위                 |
| 10월 12일 | 「ギンギラギンにさりげなく」 | 콘도 마사히코     | 2주 연속, 1981년 10월·11월 1위           |
| 10월 19일 | 「ギンギラギンにさりげなく」 | 콘도 마사히코     | 2주 연속, 1981년 10월·11월 1위           |
| 10월 26일 | 「風立ちぬ」                 | 마츠다 세이코     |                                          |
| 11월 2일  | 「ギンギラギンにさりげなく」 | 콘도 마사히코     | 4주 연속, 통산 6주                       |
| 11월 9일  | 「ギンギラギンにさりげなく」 | 콘도 마사히코     | 4주 연속, 통산 6주                       |
| 11월 16일 | 「ギンギラギンにさりげなく」 | 콘도 마사히코     | 4주 연속, 통산 6주                       |
| 11월 23일 | 「ギンギラギンにさりげなく」 | 콘도 마사히코     | 4주 연속, 통산 6주                       |
| 11월 30일 | 「悪女」                     | 나카지마 미유키   | 3주 연속                                 |
| 12월 7일  | 「悪女」                     | 나카지마 미유키   | 3주 연속                                 |
| 12월 14일 | 「悪女」                     | 나카지마 미유키   | 3주 연속                                 |
| 12월 21일 | 「セーラー服と機関銃」       | 야쿠시마루 히로코 | 5주 연속, 1981년 12월·1982년 1월 1위     |
| 12월 28일 | 「セーラー服と機関銃」       | 야쿠시마루 히로코 | 5주 연속, 1981년 12월·1982년 1월 1위     |

## 연간 TOP 10
※ 집계: 1980년 12월 1일 - 1981년 11월 30일
- 1위: 테라오 아키라 「ルビーの指環」
- 2위: 류 테츠야 「奥飛騨慕情」
- 3위: 콘도 마사히코 「スニーカーぶる〜す」
- 4위: 이모킨 트리오 「ハイスクールララバイ」
- 5위: 마츠야마 치하루 「長い夜」
- 6위: 미야코 하루미 「大阪しぐれ」
- 7위: 샤네루즈 「街角トワイライト」
- 8위: 이츠와 마유미 「恋人よ」
- 9위: 마츠다 세이코 「チェリーブラッサム」
- 10위: 마츠토야 유미 「守ってあげたい」